# Hiroya Oku
Hiroya Oku (奥 浩哉, Fukuoka, 16 de setembro de 1968) é um mangaká. Sua obra mais conhecida é a série de mangá Gantz, enquanto seu primeiro trabalho notável foi o mangá yuri HEN. Também contribuiu com a criação da personagem Shura, para o jogo de luta da Namco, Soul Calibur IV.

## Obras
- HEN (1991-1995)
- Zero One (1999-2000)
- Gantz (2000-2013)
- Me~teru no Kimochi (2006-2007)
- Inuyashiki (2014-2017)
- Gigant (2017 - Atualmente)